# Slakkenhoeve

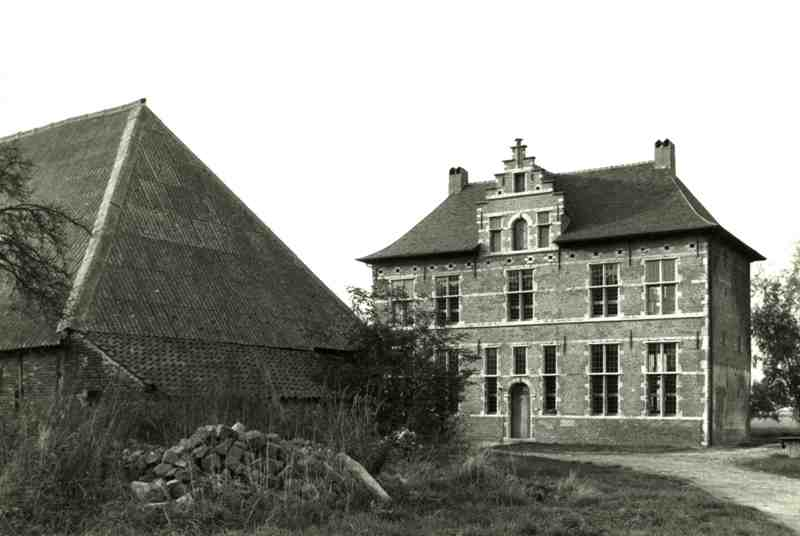
Woonhuis

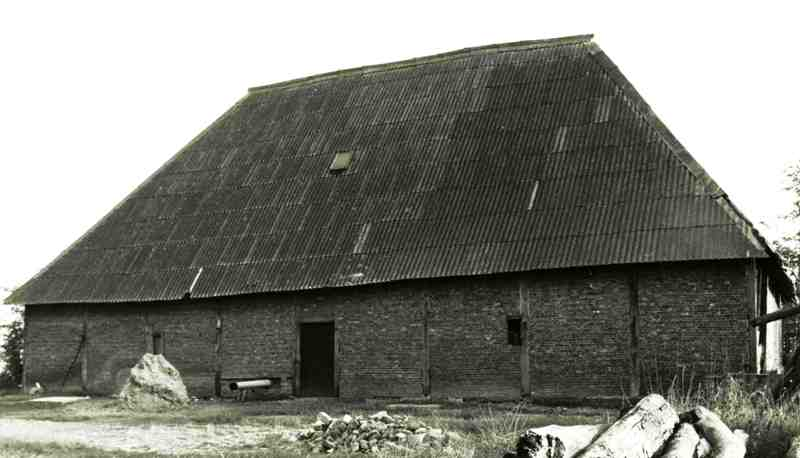
Schuur

De Slakkenhoeve (ook: Slijkhoeve) is een herenboerderij in de Antwerpse plaats Rumst, gelegen aan Slijkenhoefstraat 11.

## Geschiedenis
Vanouds was hier een omgracht domein waarop zich, behalve het huidige woonhuis en schuur, nog een boerderij bevond. Deze hoeve, en ook enkele bijgebouwen, werden later gesloopt.
Het woonhuis werd gebouwd in 1636 en is uitgevoerd in baksteen en zandsteen. In 1768 werd de schuur in vakwerkbouw opgericht. In 1974-1975 werden deze gebouwen gerestaureerd.

## Gebouw
In het woonhuis zijn de originele moerbalken nog aanwezig evenals een viertal zandstenen schouwen in gotische stijl. De schuur is een langsschuur.